# 배리 린든
《배리 린든》(Barry Lyndon)은 영국에서 제작된 스탠리 큐브릭 감독의 1975년 멜로/로맨스, 드라마, 전쟁 영화이다. 윌리엄 메이크피스 새커리의 1844년 소설 The Luck of Barry Lyndon에 기반을 둔다. 라이언 오닐 등이 주연으로 출연하였고 스탠리 큐브릭 등이 제작에 참여하였다.

## 줄거리

### 1부: 레드먼드 배리가 배리 린든의 스타일과 직함을 획득한 의미
1750년대 아일랜드 왕국에서 레드몬드 배리의 아버지는 결투에서 사망한다. 배리는 그의 사촌 노라 브래디에게 반해 그녀의 구혼자 영국군 대장 존 퀸을 결투에서 쏜다. 그는 도망쳤지만 더블린으로 가는 도중에 강도들에게 강도를 당한다. 무일푼인 배리는 영국군에 입대한다. 가족 친구 그로건 대위는 퀸이 죽지 않았다고 그에게 알린다. 결투는 노라의 가족이 배리를 제거하고 퀸과의 결혼을 통해 재정을 개선할 수 있도록 준비되었다.
배리는 7년 전쟁에서 독일 연대에 복무하지만 그로건이 프랑스 왕립군과의 전투에서 치명상을 입은 후 사막에 간다. 영국 중위로 가장한 그는 농부 여성인 프라우 리셴과 짧은 관계를 맺는다. 브레멘으로 가는 길에 배리는 그의 계략을 간파하고 그를 프로이센군에 입대시키는 프로이센 대위 포츠도르프를 만난다. 배리는 나중에 포츠도르프의 생명을 구하고 프리드리히 대왕으로부터 칭찬을 받는다.
전쟁이 끝난 후 배리는 프로이센 경찰청의 포츠도르프의 삼촌에게 고용되었다. 프로이센은 전문 도박꾼인 슈발리에 드 발리바리가 오스트리아를 위해 스파이 활동을 하고 있다고 의심하고 배리를 그의 하인으로 삼는다. 배리는 동료 아일랜드인인 슈발리에에게 모든 것을 털어놓고 둘은 동맹을 맺는다. 튀빙겐 왕자를 카드로 속인 후 왕자는 빚 갚기를 거부하고 슈발리에는 만족을 요구한다. 여전히 슈발리에를 의심하고 있는 프로이센군은 그와 배리를 국가에서 추방하도록 준비한다.
배리와 슈발리에는 유럽 전역을 여행하며 도박 사기를 저지르고 배리는 칼 결투로 채무자에게 지불을 강요한다. 스파에서 그는 아름답고 부유한 레이디 린든을 만난다. 그는 그녀를 유혹하고 그녀의 나이든 남편 찰스 린든 경은 배리의 괴롭힘과 언어 재연으로 인한 뇌졸중으로 사망한다.

### 제2부: 배리 린든에게 닥친 불행과 재난에 대한 설명
1773년 배리는 레이디 린든과 결혼하고 그녀의 성을 따서 영국에 정착한다. 찰스 경의 레이디 린든의 열 살 난 아들 불링던 경은 배리를 경멸한다. 배리는 그를 신체적으로 학대함으로써 대응한다. 백작 부인은 배리에게 브라이언 패트릭이라는 아들을 낳았지만 결혼 생활은 불행했다. 배리는 공개적으로 불성실하고 아내를 은둔하면서 아내의 재산을 낭비한다.
몇 년 후, 배리의 어머니가 그와 함께 살기 위해 온다. 그녀는 레이디 린든이 죽으면 불링던이 모든 것을 상속받을 것이라고 경고하고 자신을 보호하기 위해 소유권을 얻으라고 조언한다. 이를 위해 그는 영향력 있는 웬도버 경을 양성하고, 상류층의 환심을 사기 위해 막대한 돈을 지출한다. 이제 청년이 된 불링던은 배리가 레이디 린든을 위해 주최하는 파티를 방해한다. 그는 양아버지에 대한 증오심을 선언하고 배리가 그곳에 남아있는 한 가족 재산을 떠날 것이라고 말했다. 배리는 신체적으로 제지될 때까지 불링던을 공격한다. 그는 사회로부터 배척당하고 더욱 경제적 파탄에 빠진다.
지나치게 관대했던 아버지 배리는 브라이언에게 9번째 생일을 맞아 다 자란 말을 선물했고, 이로 인해 승마 사고로 사망하게 된다. 배리는 술을 마시고 레이디 린든은 불링던과 브라이언의 교사였던 사무엘 런트 목사의 도움을 받아 종교에서 위안을 구한다. 배리의 어머니는 런트의 영향력이 레이디 린든의 상태를 악화시킬 것이라는 두려움 때문에 런트를 해고한다. 레이디 린든이 자살을 시도한다. 가족의 청지기인 런트와 그레이엄은 불링던을 찾아내는데, 불링던은 돌아와서 배리에게 결투에 도전한다.
불링던이 초조하게 첫 번째 사격을 실패하자 배리는 장엄하게 땅에 사격을 가한다. 불링던은 결투 종료를 거부하고 배리의 다리에 총을 쏘아 다리를 무릎 아래로 절단하도록 강요한다. 배리가 회복하는 동안 불링던은 린든 부동산을 장악한다. 그는 영국을 영원히 떠나는 조건으로 배리에게 연간 500기니를 제공한다. 신용이 소진된 배리는 이를 수락한다. 배리는 이전에 성공하지 못했지만 도박 직업을 다시 시작한다. 1789년 12월, 중년의 린든 부인이 아들이 지켜보는 가운데 배리의 연금 수표에 서명한다.

## 출연

### 주연
- 라이언 오닐
- 마리사 베렌슨
- 패트릭 마지

### 조연
- 하디 크루거
- 스티븐 버코프
- 게이 해밀턴
- 마리 킨
- 다이아나 코너
- 머레이 멜빈

## 기타
- 원작자: 윌리엄 마이크 피스 새커리
- Ass-PD: 버나드 윌리엄스
- 미술: 켄 애덤
- 의상: Ulla-Britt Soderlund
- 의상: 밀레나 카노네로
- 배역: 제임스 리거트